# 61-я гвардейская стрелковая дивизия
61-я гвардейская стрелковая Славянская Краснознамённая дивизия — гвардейская соединение РККА ВС Союза ССР, принимавшее участие в Великой Отечественной войне, в составе 3-й гвардейской армии, 6-й армии, 37-й армии и 57-й армии.
Период вхождения в состав Действующей армии: 15 января 1943 года — 9 мая 1945 года

## История
За проявленные героизм, отвагу, стойкость, мужество, дисциплину и организованность личным составом 159-й стрелковой дивизии в боях с немецко-фашистскими захватчиками, формированию присвоено почётное звание «Гвардейская», новый войсковой № и она переименована в 61-ю гвардейскую.
Стрелковая дивизия участвовала в:
- Ворошиловградская  наступательная операция Юго-Западного фронта
- Донбасская операция Юго -Западного фронта
- Запорожская операция Юго-Западного фронта
- Никопольско-Криворожская наступательная операция 4-го Украинского фронта
- Березнеговато-Снигирёвская наступательная операция 3-го Украинского фронта
- Одесская операция 3-го Украинского фронта
- Ясско-Кишинёвская операция
- Балатонская оборонительная операция 3-го Украинского фронта
- Венская наступательная операция 3-го Украинского фронта

## Награды и почётные наименования
- «Гвардейская» — почётное звание присвоено приказом Народного комиссара обороны СССР от 15 января 1943 года за проявленную отвагу в боях за Отечество с немецкими захватчиками, за стойкость, мужество, дисциплину и организованность, за героизм личного состава.
- «Славянская» — почётное наименование присвоено приказом Верховного Главнокомандующего от 8 сентября 1943 года в ознаменование одержанной победы и отличие в боях за овладение Донбассом.
- орден Красного Знамени — награждена Указом Президиума Верховного совета СССР от 20 апреля 1944 года за образцовое выполнение боевых заданий командования в боях с немецкими захватчиками при освобождении города Одессы и проявленные при этом доблесть и мужество.[2]

## Состав
Новая войсковая нумерация частям дивизии присвоена 15 января 1943 года, в состав формирования вошли:
- управление
- 181 -й гвардейский стрелковый полк
- 187-й гвардейский стрелковый полк
- 189 -й гвардейский стрелковый полк
- 129-й гвардейский артиллерийский полк
- 67-й отдельный гвардейский истребительно-противотанковый дивизион
- 77-я отдельная гвардейская зенитная батарея (до 23 мая 1943 года)
- 62-я отдельная гвардейская разведывательная рота
- 70-й отдельный гвардейский сапёрный батальон
- 88-й отдельный гвардейский батальон связи (II формирования) (до 7.12.1944 года 88-я отдельная гвардейская рота связи)[3]
- 571-й (65-й) отдельный медико-санитарный батальон
- 63-я отдельная гвардейская рота химической защиты
- 634-я (59-я) автотранспортная рота
- 646-я (60-я) полевая хлебопекарня
- 659-й (64-й) дивизионный ветеринарный лазарет
- 1667-я полевая почтовая станция
- 1087-я полевая касса Государственного банка СССР[1]

## В составе
| Дата            | Фронт (округ)        | Армия                 | Корпус                             | Примечания |
| --------------- | -------------------- | --------------------- | ---------------------------------- | ---------- |
| 01.01.1943 года | Юго-Западный фронт   | 3-я гвардейская армия | 14-й гвардейский стрелковый корпус | —          |
| 01.02.1943 года | Юго-Западный фронт   | 3-я гвардейская армия | 14-й гвардейский стрелковый корпус | —          |
| 01.03.1943 года | Юго-Западный фронт   | 3-я гвардейская армия | 18-й стрелковый корпус             | -          |
| 01.04.1943 года | Юго-Западный фронт   | 3-я гвардейская армия | 14-й гвардейский стрелковый корпус | -          |
| 01.05.1943 года | Юго-Западный фронт   | 3-я гвардейская армия | 34-й гвардейский стрелковый корпус | -          |
| 01.06.1943 года | Юго-Западный фронт   | 3-я гвардейская армия | 34-й гвардейский стрелковый корпус | -          |
| 01.07.1943 года | Юго-Западный фронт   | 3-я гвардейская армия | 34-й гвардейский стрелковый корпус | -          |
| 01.08.1943 года | Юго-Западный фронт   | 3-я гвардейская армия | 34-й гвардейский стрелковый корпус | -          |
| 01.09.1943 года | Юго-Западный фронт   | 3-я гвардейская армия | 34-й гвардейский стрелковый корпус | -          |
| 01.10.1943 года | Юго-Западный фронт   | 3-я гвардейская армия | 34-й гвардейский стрелковый корпус | -          |
| 01.11.1943 года | 4-й Украинский фронт | 3-я гвардейская армия | 34-й гвардейский стрелковый корпус | -          |
| 01.12.1943 года | 4-й Украинский фронт | 3-я гвардейская армия | 34-й гвардейский стрелковый корпус | -          |
| 01.01.1944 года | 4-й Украинский фронт | 3-я гвардейская армия | 34-й гвардейский стрелковый корпус | -          |
| 01.02.1944 года | 4-й Украинский фронт | 3-я гвардейская армия | 34-й гвардейский стрелковый корпус | -          |
| 01.03.1944 года | 3-й Украинский фронт | 6-я армия             | 34-й гвардейский стрелковый корпус | -          |
| 01.04.1944 года | 3-й украинский фронт | 6-я армия             | 34-й гвардейский стрелковый корпус | -          |
| 01.05.1944 года | 3-й украинский фронт | 6-я армия             | 34-й гвардейский стрелковый корпус | -          |
| 01.06.1944 года | 3-й Украинский фронт | 37-я армия            | 66-й стрелковый корпус             | -          |
| 01.07.1944 года | 3-й Украинский фронт | 37-я армия            | 66-й стрелковый корпус             | -          |
| 01.08.1944 года | 3-й Украинский фронт | 37-я армия            | 66-й стрелковый корпус             | -          |
| 01.09.1944 года | 3-й Украинский фронт | 37-я армия            | 66-й стрелковый корпус             | -          |
| 01.10.1944 года | 3-й Украинский фронт | 37-я армия            | 66-й стрелковый корпус             | -          |
| 01.11.1944 года | 3-й Украинский фронт | 37-я армия            | 66-й стрелковый корпус             | -          |
| 01.12.1944 года | 3-й Украинский фронт | 57-я армия            | 6-й гвардейский стрелковый корпус  | -          |
| 01.01.1945 года | 3-й Украинский фронт | 57-я армия            | 6-й гвардейский стрелковый корпус  | -          |
| 01.02.1945 года | 3-й Украинский фронт | 57-я армия            | 6-й гвардейский стрелковый корпус  | -          |
| 01.03.1945 года | 3-й Украинский фронт | 57-я армия            | 6-й гвардейский стрелковый корпус  | -          |
| 01.04.1945 года | 3-й Украинский фронт | 57-я армия            | 6-й гвардейский стрелковый корпус  | -          |
| 01.05.1945 года | 3-й Украинский фронт | 57-я армия            | 6-й гвардейский стрелковый корпус  | -          |

## Командиры
- Анашкин, Михаил Борисович (15.01.1943 — 12.02.1943), гвардии генерал-майор;
- Лозанович, Леонид Николаевич (14.02.1943 — 14.12.1944), гвардии генерал-майор;
- Касаткин, Пётр Иванович (15.12.1944 — 21.03.1945), гвардии полковник;
- Лысенков, Сергей Николаевич (22.03.1945 — 08.04.1945), гвардии полковник;
- Сергеев, Константин Алексеевич (09.04.1945 — 31.05.1945), гвардии генерал-майор;

## Заместители командира
- Вальчак, Николай Казимирович, гв. подполковник

## Отличившиеся воины дивизии
Кавалеры ордена Славы трёх степеней:
- Курьятов, Виктор Константинович, гвардии старший сержант, разведчик взвода пешей разведки 181-го гвардейского стрелкового полка. Указ Президиума Верховного Совета СССР от 28 апреля 1945 года.
- Мусийченко, Пётр Яковлевич, гвардии старшина, помощник командира взвода 187 -го гвардейского стрелкового полка. Указ Президиума Верховного Совета СССР от 15 мая 1946 года.
- Нагорный, Матвей Степанович, гвардии сержант, командир отделения 70-го отдельного гвардейского сапёрного батальона. Указ Президиума Верховного Совета СССР от 15 мая 1946 года.
- Потапенко, Павел Сафронович, гвардии младший сержант, разведчик 189-го гвардейского стрелкового полка. Указ Президиума Верховного Совета СССР от 15 мая 1946 года.
- Семенцов, Павел Васильевич, гвардии старшина, старшина батареи 181-го гвардейского стрелкового полка. Перенаграждён Указом Президиума Верховного Совета СССР от 4 мая 1976 года.